# Yên Lư
Yên Lư is een xã in huyện Yên Dũng, een district in de Vietnamese provincie Bắc Giang.
Yên Lư ligt op de noordelijke oever (linker oever) van de Cầu.